# Слобідка (Стрийський район)
Слобі́дка — село в Україні, у Стрийському районі Львівської області. Населення становить 715 осіб (2008 рік). Орган місцевого самоврядування - Стрийська міська громада.

## Історія
- Трагедія в Слобідці[pl]

## Населення

### Мова
Розподіл населення за рідною мовою за даними перепису 2001 року:
| Мова       | Кількість | Відсоток |
| ---------- | --------- | -------- |
| українська | 761       | 99.09%   |
| російська  | 7         | 0.91%    |
| Усього     | 768       | 100%     |

## Політика

### Парламентські вибори, 2019
На позачергових парламентських виборах 2019 року у селі функціонувала окрема виборча дільниця № 461478, розташована у приміщенні будинку культури.
Результати
- зареєстровано 596 виборців, явка 67,79%, найбільше голосів віддано за партію «Голос» — 26,98%, за «Слугу народу» — 21,29%, за «Європейську Солідарність» — 13,37%.[3] В одномандатному окрузі найбільше голосів отримав Андрій Гергерт (Всеукраїнське об'єднання «Свобода») — 26,18%, за Євгенія Гірника (самовисування) — 23,19%, за Олега Канівця (Громадянська позиція) — 11,22%[4].